# HAT-P-3b
HAT-P-3b（固有名:Teberda）は、2007年にHATネットによって発見された太陽系外惑星で、2.9日周期で恒星の周りを公転する高温の木星型惑星（ホット・ジュピター）である。主星の HAT-P-3 (GSC 03466-00819) は、太陽系から460光年離れたおおぐま座の方向にあり、太陽より少し小さい。

## 特徴

### 軌道
HAT-P-3bはトランジット法で発見されたため、惑星の半径、軌道長半径が求まっている。トランジットを起こす惑星では恒星の前を惑星が通るために周期的に光度が少しだけ減少する。光度が減少した時間durationをTとし、惑星の周期をP、軌道長半径をa、恒星の半径をRとすると
{\displaystyle {\frac {2R}{2a\pi }}={\frac {T}{P}}}
となる。R、T、Pは測定可能なのでaを求めることができる。その結果、aは0.03894 auと求まった。
また、光度の減少率をΔL、惑星の半径をrとすると、面積に比例するので
{\displaystyle \Delta L=\left({\frac {r}{R}}\right)^{2}}
となることからrは0.890 RJとなることが分かった。
惑星の質量と平均密度は、それぞれ0.6木星質量、1.05g/cm3と計算されており、いずれも木星と土星の中間に相当する。恒星に近い軌道を周回する惑星は大気が熱せられて膨張する傾向があるため、HAT-P-3bはホットジュピターとしては高密度だと考えられており、惑星の構造のモデルに基づいてHAT-P-3bの質量・密度を説明するためには、地球質量の75倍の重元素が惑星に含まれると仮定する必要がある。これは惑星の全質量の3分の1に当たる。
HAT-P-3bと同様に、平均密度から大量の重元素を含むことが推測されている系外惑星としては、CoRoT-20b、HAT-P-2b、HD 149026 b や XO-3b が知られている。

## 名称
2019年、世界中の全ての国または地域に1つの系外惑星系を命名する機会を提供する「IAU100 Name ExoWorldsプロジェクト」において、HAT-P-3bと母星HAT-P-3はロシア連邦に割り当てられた。このプロジェクトは、「国際天文学連合100周年事業」の一環として計画されたイベントの1つで、ロシア国内での選考、国際天文学連合 (IAU) への提案を経て、太陽系外惑星とその母星に固有名が承認されるものであった。2019年12月17日、IAUから最終結果が公表され、HAT-P-3bはTeberda、HAT-P-3はDombayと命名された。Dombayは、北コーカサスの山岳地帯にあるリゾート地で、山と森に囲まれており、野生動物が豊富に生息する。熊も多く、おおぐま座に位置するこの星系にふさわしいという意味もある。Teberdaは、Dombay地域から流れ下る川で、その急流が惑星の公転の速さを象徴する。